# Video nasty
Una Video nasty (en plural Video nasties) es una película incluida en un listado de títulos cuya distribución en videocinta o videocasete fue prohibida por las autoridades censoras del Reino Unido. El término coloquial Video nasty (que se podría traducir como repugnancia videográfica) fue acuñado en 1982. Algunas de estas películas fueron distribuidas posteriormente con diversos cortes en su metraje impuestos por la censura.
Las películas oficialmente consideradas como Video nasty son 39, aunque otras han sido erróneamente consideradas tales, como La naranja mecánica de Stanley Kubrick, en realidad retirada de la circulación por el propio director tras sufrir amenazas de muerte.

## Historia de las video nasty
La censura cinematográfica en el Reino Unido se halla a cargo del BBFC (British Board of Film Classification, oficina británica para la clasificación de películas). El BBFC había sido fundado en 1912, con la finalidad de clasificar las películas para su distribución en cines en el conjunto del Reino Unido. Sin embargo, fueron durante largo tiempo los consejos locales quienes tenían la última palabra frente a las recomendaciones del BBFC.
La expresión Video nasty (repugnancia o asquerosidad videográfica) es utilizada por este organismo del Ministerio del Interior Británico para denominar a aquellas películas que pretenden ser lanzadas en vídeo y cuentan con un contenido sexual y/o violento muy explícito, no siendo aprobadas siquiera para una censura parcial, sino retiradas de la circulación en su integridad. Esto es así desde el gobierno conservador encabezado por Margaret Thatcher entre 1979 y 1990, aunque la prohibición de distribuir estas películas se ha ido suavizando a posteriori, permitiendo su distribución con algunos cortes. 
Cuando se introdujo el vídeo doméstico, Las Major o grandes productoras y distribuidoras de cine fueron reacias inicialmente a distribuir sus películas en el nuevo formato videográfico, ante las facilidades que se otorgaban a la hora de elaborar copias piratas. El mercado videográfico se vería entonces inundado con películas de terror de bajo presupuesto. En la época en la que se introdujeron las grabadoras de vídeo doméstico en el Reino Unido, durante la década de 1970, no existía una legislación específicamente diseñada para regular el contenido de los vídeos, se empleaba la Obscene Publications Act 1959, que había sido enmendada en 1977 para cubrir el cine erótico no pornográfico.
A comienzos de la década de los 80, cuerpos policiales como la policía del Gran Mánchester (Greater Manchester Police) dirigida entonces por el devoto cristiano James Anderton, incrementaron sus redadas en videoclubes, incautando títulos que juzgaban podían tener un contenido obsceno. Sin embargo, la elección de los títulos incautados llegaba a ser muy arbitrario, una redada famosa fue la que incluyó la incautación de una copia de la comedia musical La casa más divertida de Texas (The Best Little Whorehouse in Texas, 1982), protagonizada por Dolly Parton y Burt Reynolds. Se creyó que podía ser pornografía, pues el irónico título original de la película se podría traducir como El mejor burdel de Texas o La mejor casita de putas de Texas.
Estas situaciones provocaron alarma entre los distribuidores de vídeo, que pidieron que se estableciera claramente que películas podían ser o no confiscadas por las autoridades. 
La polémica pública sobre la libre distribución de esta clase de vídeos comenzó en los inicios de 1982, cuando Vipco (Video Instant Picture Company), distribuidora en el Reino Unido de The Driller Killer, una película slasher dirigida por Abel Ferrara en 1979, pagaron una página completa en varias revistas para anunciar la portada del vídeo, en la que se veía al asesino del título taladrar el cuerpo de una de sus víctimas; Unos cuantos meses después de la salida de aquel vídeo, los distribuidores del controvertido film caníbal italiano de 1980 Holocausto caníbal (Cannibal Holocaust), en un esfuerzo por promocionar la película tras su salida al mercado, escribieron anónimamente a Mary Whitehouse, de la National Viewers' and Listeners' Association (Asociación Nacional de Espectadores y Lectores) sobre su propio film. Whitehouse inició una campaña pública y acuñó el término video nasty.

A las peticiones de autorregulación del sector videográfico se sumó el furor de sectores sociales y religiosos hacia ciertas películas distribuidas en vídeo, provocando la introducción de la Video Recordings Act 1984, que imponía un estricto código de censura hacia aquellas películas que pretendieran una autorización administrativa para ser distribuidas en vídeo. Ante las sugerencias de la National Viewers' and Listeners' Association, el político del Partido Conservador Británico Graham Bright introdujo una iniciativa parlamentaria en la Cámara de los Comunes en 1983. Esta pasó a ser la Video Recordings Act 1984 que tendría efecto a partir del 1 de septiembre de 1985. 
Desde 1984 se incluyó en el manual de la BBFC como ejemplo a seguir para clasificar a una película como Video nasty el largometraje El destripador de Nueva York (Lo squartatore di New York/New York Ripper, 1982), obra del realizador de cine fantástico y de terror Lucio Fulci. En ella, el asesino del título escoge invariablemente como sus víctimas a mujeres bellas y sexualmente liberadas, con las que se ensaña con brutalidad, empleando armas blancas y otros objetos cortantes; las secuencias del film presentan la violencia de forma gráfica y se recrean con detenimiento en los más mínimos detalles; se incluyen considerables dosis de un sexo más bien insano (al menos para los rectores del BBFC), como prostitución, bondage, sadismo, masoquismo, espectáculos eróticos en locales nocturnos, sexo entre una mujer casada y un gigoló contratado por esta para la ocasión... El director de la BBFC definió esta película como Una película obscenamente ofensiva que destila la más brutal misoginia proyectando toda su violencia contra la mujer. La misoginia es, precisamente, otro de los componentes polémicos que han valido críticas a estas películas. De todos modos, la película no sería incluida en la lista oficial de Video nasties, pues no fue presentada por los distribuidores para su clasificación.
Otros títulos que figuraron en la lista, por lo general producciones italianas o estadounidenses de bajo presupuesto y temática escandalosa, fueron El asesino del taladro (The Driller Killer, 1979), de Abel Ferrara, Caníbal feroz (Cannibal ferox, 1981), de Umberto Lenzi -Esta ostenta un verdadero récord mundial, al haber sido prohibida totalmente en hasta 31 países-, I spit on your grave, La bestia en celo o La última orgía de la Gestapo.

## Consecuencias de la Video Recordings Act 1984
Bajo la nueva ley, el British Board of Film Censors fue renombrado British Board of Film Classification y se convirtió en el responsable para la certificación de todos los estrenos en cine y todos los lanzamientos en vídeo. Todo vídeo distribuido después del 1 de septiembre de 1985 tenía que cumplir con la Video Act y ser admitido para clasificación por la BBFC. La necesidad de dificultar que los vídeos de contenido violento cayeran en manos de menores de edad obligó a separar el proceso de clasificación, por un lado los estrenos en cine y por otro los lanzamientos en vídeo. 
Con la Video Recordings Act, los vídeos incluidos en la lista podían ser perseguidos bajo la acusación de obscenidad, no obteniendo una clasificación que permitiera su estreno. Algunos films no considerados como obscenos, sí vieron como el BBFC les imponía diversas prohibiciones y cortes para permitir su estreno, como fue el caso de La matanza de Texas (The Texas Chain Saw Massacre, 1974). 

## Relajación de la censura
Se sucedieron diversas reclamaciones desde la implantación de la Video Recordings Act 1984, se trataba de probar que la clasificación estaba sujeta a la especulación, así como el que los supuestos efectos negativos de las video nasties pudieran ser una fabricación mediática, ese fue el caso de la conocida como the Hungerford massacre (la matanza de Hungerford) o el asesinato de James Bulger. En este último caso, los dos menores de edad que secuestraron y mataron a otro adujeron influencias de la película de 1991 Child's Play 3, perteneciente a la serie de Chucky y proporcionaron un nuevo ímpetu a la hora de restringir películas, con mensajes en los medios como quemad los vídeos peligrosos. En diciembre de 1997, el BBFC anunciaba que Nunca relajaremos nuestras pautas sobre la violencia en los vídeos, que siguen siendo las más estrictas en el mundo (has never relaxed its guidelines on video violence, which remain the strictest in the world).
Sin embargo, el BBFC fue rebajando estos estándares de clasificación, especialmente al nivel de los 18 años, en respuesta a una consulta pública en el año 2000. La salida de James Ferman del BBFC pudo tener alguna relación sobre el hecho de que algunas películas largamente proscritas, prohibidas por completo para su distribución, fueran revaluadas en estos años. Es el caso de El exorcista (The Exorcist, 1973), esta fue admitida sin cortes y con una certificación de 18 el 10 de junio de 1999; algunas nasties consideradas tales oficialmente fueron admitidas en los inicios de la década de 2000 sin cortes, o con algunos cortes que restringian la violencia sexual, la violencia contra las mujeres o el maltrato animal. Muchas películas de terror estrenadas posteriormente, como las pertenecientes a las series cinematográficas Saw y Hostel, contienen brutales escenas de violencia gráfica, considerándose por muchos como violentistas o recreadas en la violencia, aunque han sido aprobadas para su estreno en salas o lanzamiento en DVD sin cortes.
En 2008, algunas películas incluidas en la lista fueron aprobadas para su lanzamiento en vídeo por el BBFC, en particular SS Experiment Camp.
De acuerdo a un defecto de forma en la ley que se descubrió en agosto de 2009, la Video Recordings Act 1984 fue revocada, pero fue vuelta a redactar sin modificaciones en la nueva Video Recordings Act 2010.